# Stenophylla cornigera
Stenophylla cornigera är en bönsyrseart som beskrevs av John Obadiah Westwood 1843. Stenophylla cornigera ingår i släktet Stenophylla och familjen Acanthopidae. Inga underarter finns listade i Catalogue of Life.